# Nick Zedd

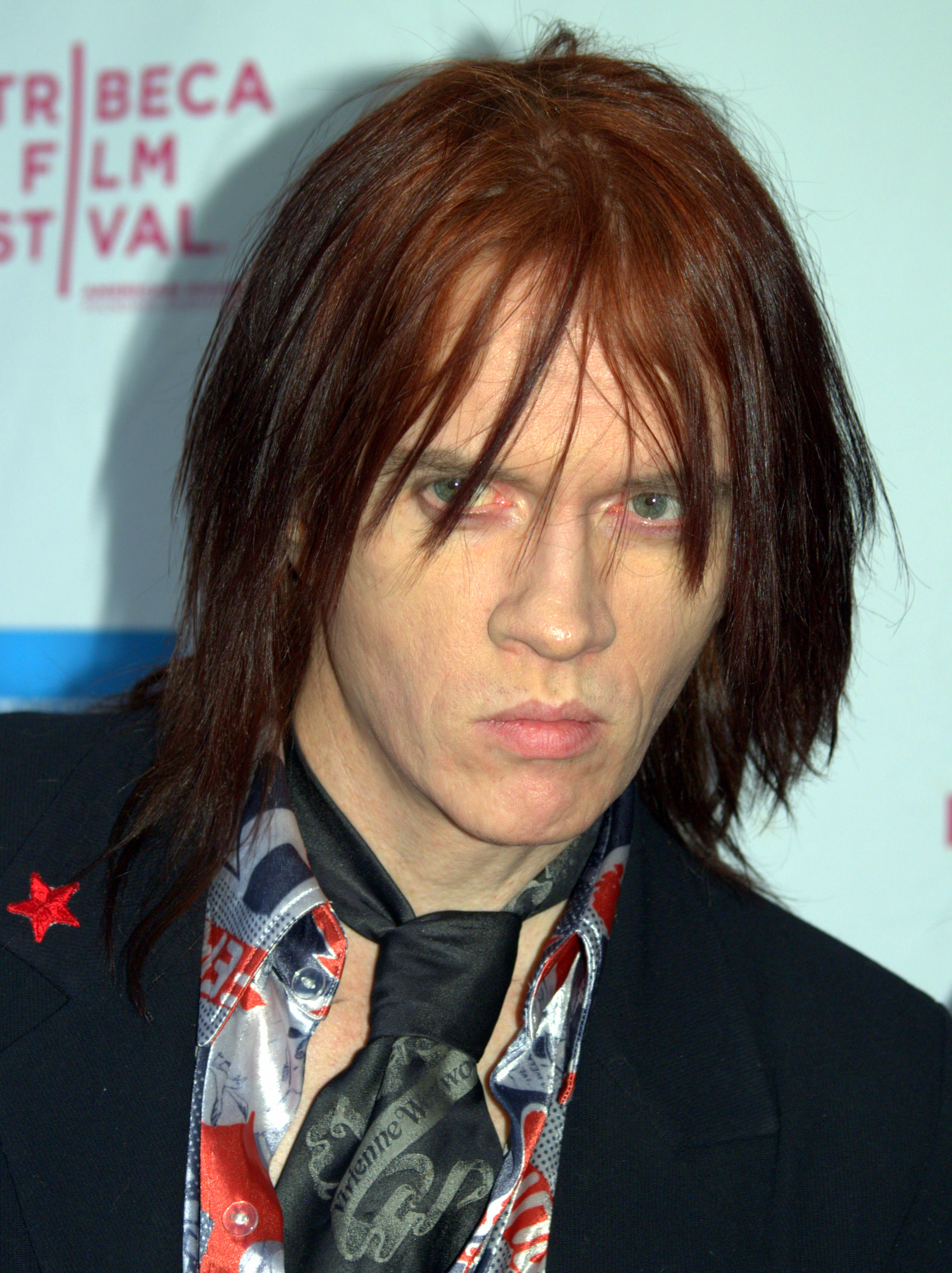
Nick Zedd (2009)

Nick Zedd (bürgerlich: James Harding; * 8. Mai 1958 in Takoma Park, Maryland; † 27. Februar 2022 in Mexiko-Stadt) war ein US-amerikanischer Underground-Filmemacher und Schauspieler des Cinema of Transgression.
Nick Zedd kam zwecks Kunststudiums 1976 nach New York ans Pratt Institute. Hier entstand sein erster No-Budget-Film They Eat Scum. Er verband Schockelemente mit schwarzem Humor, gefilmt auf billigem Super 8 und mit erkennbaren Laiendarstellern. Diesen Stil nannte er 1985 in einem Fanzine-Artikel das Cinema of Transgression (Kino der Überschreitung). Nebenbei arbeitete er in den verschiedensten Berufen zwecks Broterwerbs.

## Filmografie (Auswahl)
als Filmemacher
- 1979: They Eat Scum
- 1983: Geek Maggot Bingo
- 1984: School of Shame
- 1985: Thrust in Me (Kurzfilm)
- 1992: War is Menstrual Envy
- 1998: Screen Test 1998
- 1999: Ecstasy in Entropy (Kurzfilm)
- 2005–2008: Electra Elf (Fernsehserie, 20 Folgen)

als Schauspieler
- 1983: Totem of the Depraved
- 1988: Whoregasm (Kurzfilm)
- 1991: Shadows in the City
- 1995: Multiple Futures
- 2004: Other People´s Mirrors
- 2012: The Killing Games